# F.N.F. (Let's Go)
F.N.F. (Let's Go) è un singolo del produttore discografico Hitkidd e della rapper statunitense GloRilla, pubblicato il 29 aprile 2022 come primo estratto dal primo EP di GloRilla Anyways, Life's Great.
È stato candidato ai Grammy Awards 2023 come miglior interpretazione rap.

## Antefatti
In un'intervista per Billboard, Hitkidd ha spiegato che inizialmente desiderava ingaggiare la rapper Megan Thee Stallion, con la quale aveva già lavorato in Something for Thee Hotties, per il beat del singolo. Tuttavia, non avendo ricevuto alcuna risposta, ha contattato GloRilla. L'intenzione del produttore era quella di creare un «inno estivo, qualcosa che le ragazze possano cantare».

## Promozione
F.N.F. (Let's Go) è stato presentato dal vivo dalla rapper in un mash-up insieme a Tomorrow ai BET Hip Hop Awards 2022. Il 9 settembre 2022 ne è stato pubblicato il remix ufficiale con le rapper Latto e JT.

## Video musicale
Il video musicale è stato reso disponibile in concomitanza con l'uscita del brano. La clip è stata girata lo stesso giorno in cui il singolo è stato registrato.

## Tracce
1. F.N.F. (Let's Go) – 2:17

## Classifiche
| Classifica (2022) | Posizione massima |
| ----------------- | ----------------- |
| Stati Uniti       | 42                |